# 朱宠
朱宠（?—?），字仲威，京兆（今西安市）人，东汉政治人物，生卒年均不詳。

## 生平
朱宠开始被邓骘征辟。担任颍川郡太守，治郡有方。汉安帝建光年间，任大司农。邓氏失势，他为邓骘鸣冤，从廷尉罢官归乡。汉顺帝即位后，为邓氏正名，命邓骘兄弟子侄和门生十二人为郎中。126年，朱宠担任太尉、录尚书事，担任到127年。